# Richardia grandiflora
Richardia grandiflora é uma planta da família Rubiaceae, nativa, não-endêmica no Brasil. Ocorre em biomas de Caatinga, Mata Atlântica, Cerrado, Pampa, podendo chegar até ao Pantanal. É uma planta ruderal e sua forma de vida é erva, subarbusto e de substrato terrícola. Popularmente, é conhecida por ipeca-mirim, poaia, poaia-da-praia, poaia-rasteira, poaia-rósea ou asa-de-pato. O período de floração é geralmente em épocas chuvosas: é uma espécie anual que ocorre principalmente em áreas abertas com solos arenosos, formando tapetes sobre o solo. Suas flores são tubulares, com pétalas de cor branca ou lilás e produzem néctar como o principal recurso coletado pelos visitantes florais. além de ter indicações etnofarmacológicas para usar como decocção contra hemorroidas e como vermífugo.
Apresenta caule prostrado com ramos ascendentes, recoberto por pilosidade branca e densa, coloração verde e contorno quadrangular com os ângulos em linha acentuada, em tom avermelhado. Folhas simples, opostas cruzadas, pubescentes, curtamente pecioladas ou sésseis e providas de estípulas interpeciolares ramificadas em pelos avermelhados. Limbo carnoso em formato lanceolado, com as margens inteiras. Inflorescência terminal do tipo glomérulo, assentado sobre quatro brácteas foliáceas e anisofilas, ou seja, diferentes entre si no tamanho. Flores sésseis com cálice de seis sépalas soldadas, corola com seis pétalas brancas ou róseas, também soldadas, formando um tubo que se alarga em direção ao ápice. Androceu com estames de filetes e anteras brancas e gineceu com um estilete contendo, no ápice, três estigmas globosos, também de coloração branca. Fruto do tipo esquizocarpo com três cocas. Diferencia-se das demais espécies do gênero pelo tamanho da flor, como revela o próprio epíteto específico. Propaga-se por meio de sementes.